# Лиманенко Леонід В'ячеславович
Леонід В'ячеславович Лиманенко (нар. 13 червня 1978) — український художник-мариніст, сюреаліст, музикант, експериментальний композитор.

## Життєпис

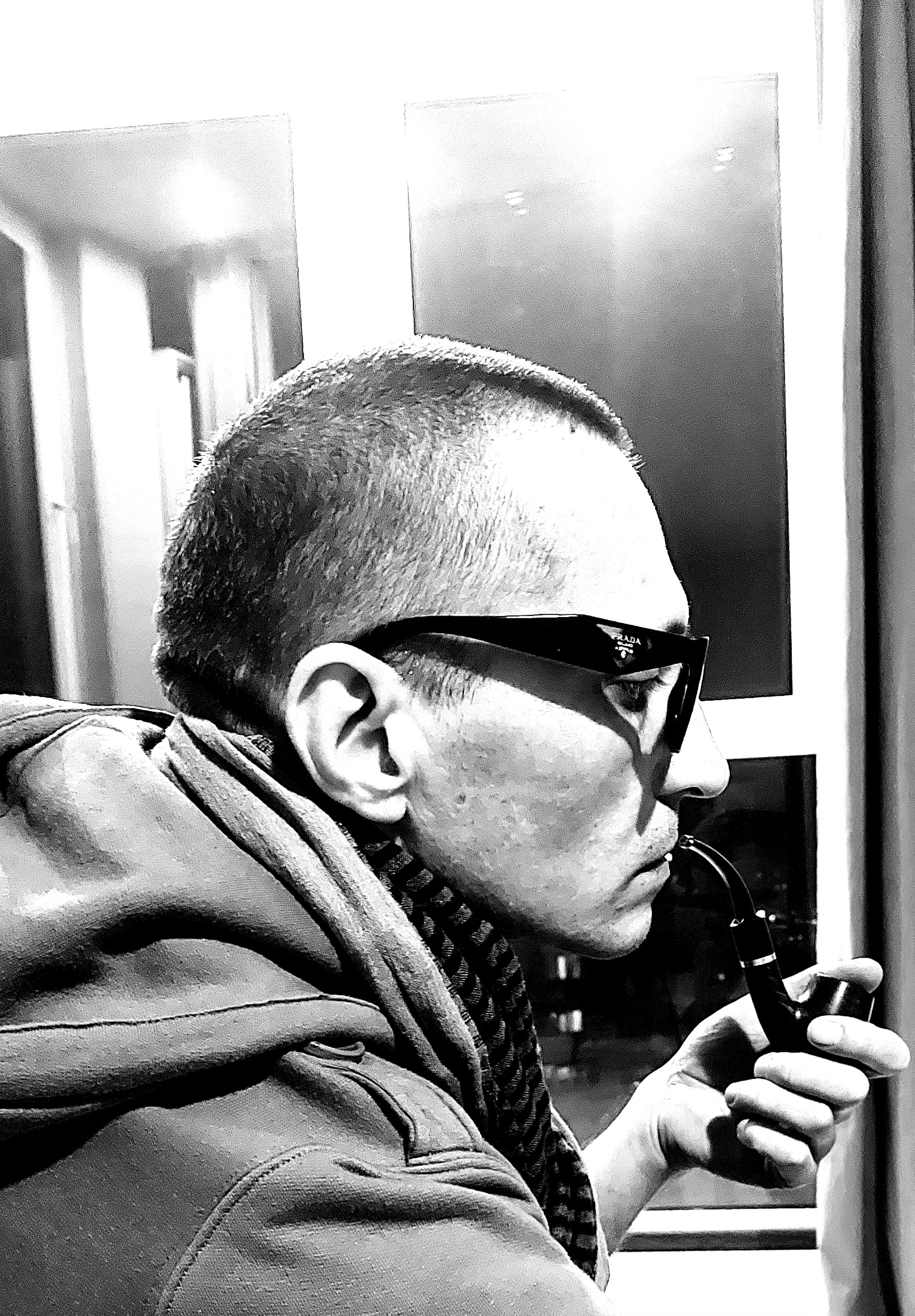
Леонід Ліманенко, грудень 2023 року

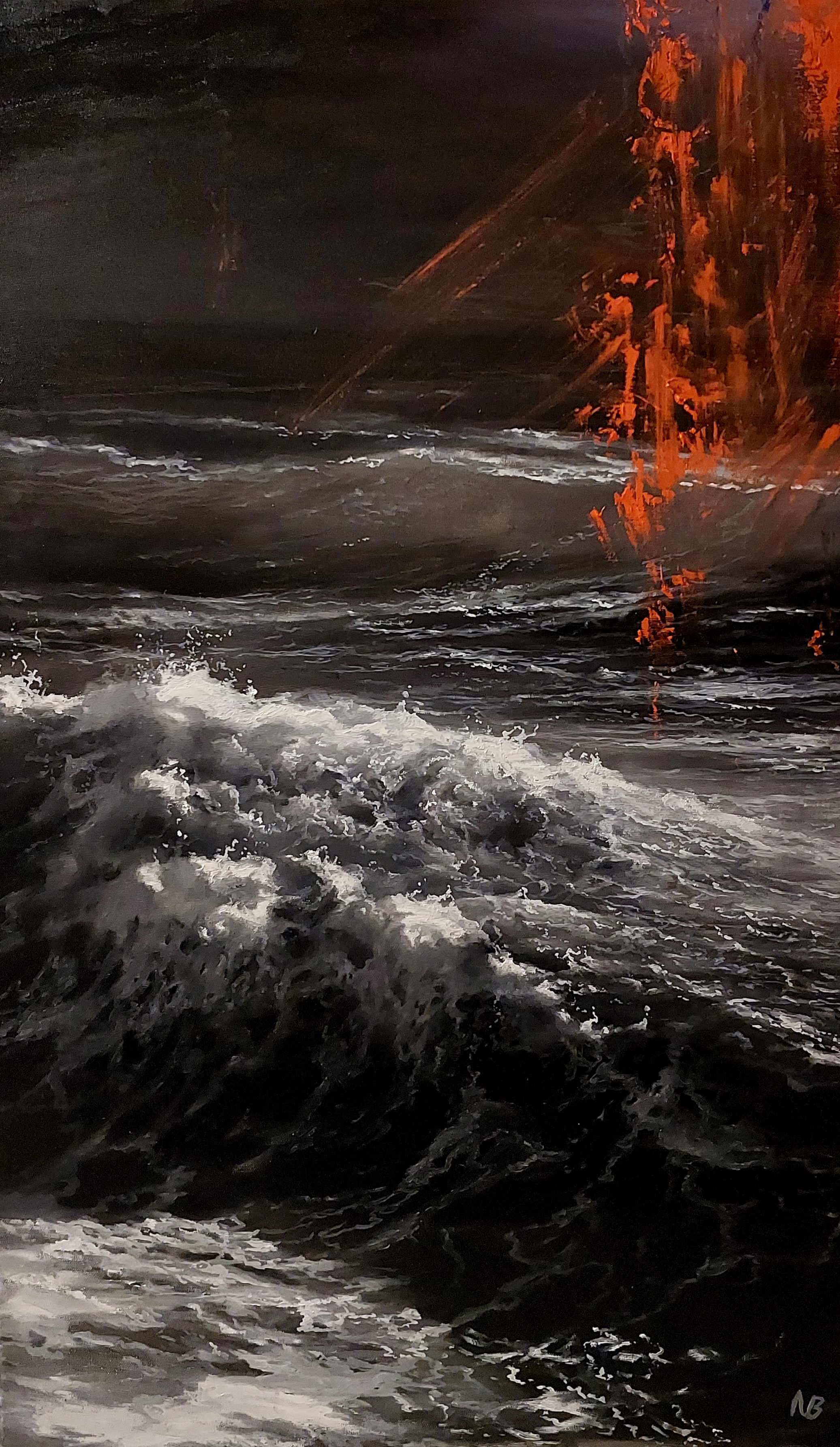

Народився у м.Нова Каховка (Херсонської області, Україна). У 1998 році з відзнакою закінчив Одеське музичне кооперативне училище (ВУЗ) по спеціальності «Живопис». У Херсоні та Новій Каховці пройшли персональні виставки художника.

## Малярства
Роботи Леоніда Лиманенко знаходяться у приватних колекціях України, Німеччини, Франції, Голландії та ін.країн. Високу оцінку творчості художника неодноразово висловлював український арт-експерт Євгеній Карась у своєму проєкті Сіль-Соль та Сік-Сок у Facebook. Профіль художника Леоніда Лиманенка також можна знайти на арт-майданчику ArtStorePro.com.
Георгій Давіташвілі, режисер та арт-критик: «Я знаю Леоніда сім-вісім років. Він у мене на очах писав картини. Льоня професійний живописець і професійний музикант. Зазвичай як буває — у чомусь людина аматор, у чомусь — професіонал. Тут щасливий збіг. Я вважаю його більш глибоким музикантом, ніж живописцем, не зменшуючи його професійних якостей у живопису».
Леонід Лиманенко намагається осучаснити мариністичний живопис і вивести в ранг справжнього мистецтва. Працює на приватні замовлення колекціонерів, музеїв, галерей. Займався монументальним живописом

## Музика
Леонід Лиманенко в якості учасника співпрацював з українським музичним гуртом «Бібліотека Просперо» (фронтмен Юрій Самсон). У Леоніда є власні музичні проєкти та видання на українському лейблі Cardiowave та ін..
Костянтин Коновалов український кінорежисер так висловлюється про творчість Л.Лиманенка:
Якщо як художник для мене він більше мариніст, то як музикант робить індустріальну незвичайну музику, яка може йти як супровід до картин художників інших напрямів — індустріальний кубізм, авангардне мистецтво. Якщо в живописі Леонід гіперреаліст, то в музиці швидше авангардист.
Леонід Лиманенко як барабанщик виступав на фестивалі «Інтерференція» в Одесі. В 2022 році вийшов збірник експериментальної музики Ordeal, by Various Artists, до якого увійшли 2 та 6 треки, автор яких Лиманенко.
У травні 2022 року виходить реліз митця "Strange Gift", написаним ще у 2006-2007 роках.

## Родина
- Батько: Ліманєнко В'ячеслав Миколайович
- Мати: Ліманєнко Катерина Тимофіївна
- Сестра: Ліманєнко Ніна В'ячеславівна
- Син: Ліманєнко Кирил Леонідович